# アンネ・ゾフィー・フォン・オッター
アンネ・ゾフィー・フォン・オッター（Anne Sofie von Otter, 1955年5月9日 - ）は、スウェーデンのメゾソプラノ歌手。レパートリーは非常に広く、オペラや宗教曲、歌曲といったジャンルに広がっており、スタンダードな作曲家のほかに、演奏や録音活動を通じてバッハ以前のバロック音楽や、ツェムリンスキーやコルンゴルトのような世紀末ウィーンの作曲家、シャミナードのような女性作曲家など、不当に忘れられた作曲家の再評価にも取り組んでいる。オペラにおいては特にズボン役の女声歌手の一人として知られ、楽曲に知的な解釈を示すことでも知られる。

## 来歴
ストックホルム出身。外交官の父親に従ってボンやロンドンでも育つ。ストックホルムで学んだ後、ロンドンのギルドホール音楽演劇学校に学び、バーゼル歌劇場と契約して1983年に、ハイドンの歌劇《騎士オルランド》におけるアルチーナ役によりオペラ界デビュー。1985年にコヴェント・ガーデン王立歌劇場に、1988年にメトロポリタン歌劇場にケルビーノ役としてデビューを果たす。1987年にはスカラ座にも進出している。オペラや宗教曲では、モンテヴェルディ、ヘンデル、モーツァルト、リヒャルト・シュトラウスの歌唱で名高く、リサイタルではブラームス、グリーグ、ヴォルフ、マーラーのリートに取り組んでいる。ゲルマン系歌手には珍しいカルメンなど、常に意欲的な挑戦も欠かさない。2001年にはエルヴィス・コステロとのクロスオーヴァー・アルバムを発表して、オランダ・エジソン賞を受賞した。
2012年『25年目の弦楽四重奏』で映画にも出演、劇中でコルンゴルトの『死の都』の「マリエッタの歌」を披露した。